# Кастельраїмондо
Кастельраїмондо (італ. Castelraimondo) — муніципалітет в Італії, у регіоні Марке, провінція Мачерата.
Кастельраїмондо розташоване на відстані близько 155 км на північ від Риму, 60 км на південний захід від Анкони, 34 км на захід від Мачерати.
Населення — 4688 осіб (2014).

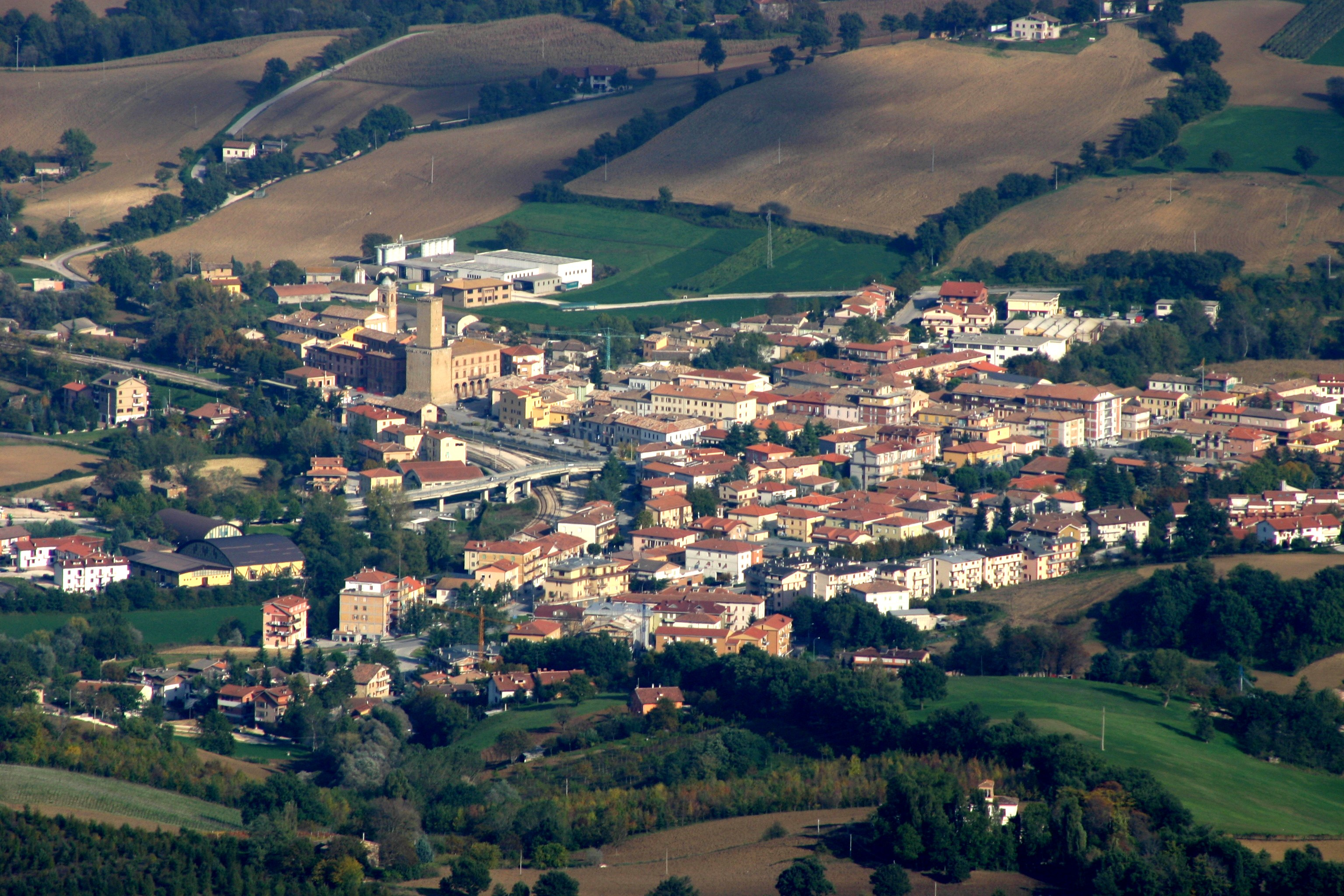

Щорічний фестиваль відбувається 3 лютого. Покровитель — Святий Власій (San Biagio).

## Демографія
Населення за роками:

Станом на 1 січня 2023 року в муніципалітеті офіційно проживали 373 іноземці з 36 країн, серед них 104 громадяни країн Євросоюзу та 15 громадян України.

## Сусідні муніципалітети
- Камерино
- Ф'юміната
- Гальйоле
- Мателіка
- Пьорако
- Сан-Северино-Марке
- Серрапетрона